# Betula jinpingensis
Betula jinpingensis är en björkväxtart som beskrevs av Pei Chun Qiong Li. Betula jinpingensis ingår i släktet björkar, och familjen björkväxter. Inga underarter finns listade.